# کنتاکو
کنتاکو (به اسپانیایی: Contaco) یک منطقهٔ مسکونی در شیلی است که در استان اوسورنو واقع شده‌است. کنتاکو ۱۳۰ نفر جمعیت دارد و ۱۰ متر بالاتر از سطح دریا واقع شده.